# Pöding
Pöding ist ein Ortsteil und eine Katastralgemeinde in der Marktgemeinde Würmla in Niederösterreich.

## Geografie
Der westlich von Würmla liegende Ort thront auf einer kleinen Anhöhe und besteht nur aus wenigen Häusern um einen Dorfplatz.

## Geschichte
Im Jahr 1822 wurde der Ort als Dorf mit acht Häusern genannt, das nach Würmla eingepfarrt war, wohin auch die Kinder eingeschult wurden. Die Herrschaft Murstetten besaß die Ortsobrigkeit, die Herrschaft Neulengbach übte die Landgerichtsbarkeit aus und die Herrschaft Würmla besorgte die Konskription. Die Untertanen und Grundholde des Ortes gehörten den Herrschaften Murstetten und St. Andrä an der Traisen. Laut Adressbuch von Österreich waren im Jahr 1938 in Pöding ein Obstmosthändler und ein Landwirt mit Direktvertrieb ansässig.